# Phaulotettix
Phaulotettix es un género de saltamontes de la subfamilia Melanoplinae, familia Acrididae, y está asignado a la tribu Podismini. Este género se distribuye en el sureste de Estados Unidos y en México.

## Especies
Las siguientes especies pertenecen al género Phaulotettix:
- Phaulotettix ablusus Barrientos Lozano, Rocha-Sánchez & Méndez-Gómez, 2011
- Phaulotettix adiaphoros Barrientos Lozano, Rocha-Sánchez & Méndez-Gómez, 2011
- Phaulotettix adibilis Barrientos Lozano, Rocha-Sánchez & Méndez-Gómez, 2011
- Phaulotettix adynatos Barrientos Lozano, Rocha-Sánchez & Méndez-Gómez, 2011
- Phaulotettix affinis Barrientos Lozano, Rocha-Sánchez & Méndez-Gómez, 2011
- Phaulotettix altissimus Barrientos Lozano, Rocha-Sánchez & Méndez-Gómez, 2011
- Phaulotettix ambrosius Barrientos Lozano, Rocha-Sánchez & Méndez-Gómez, 2011
- Phaulotettix arcadius Barrientos Lozano, Rocha-Sánchez & Méndez-Gómez, 2011
- Phaulotettix compressus Scudder, 1897
- Phaulotettix eurycercus Hebard, 1918
- Phaulotettix flaccidus Barrientos Lozano, Rocha-Sánchez & Méndez-Gómez, 2011
- Phaulotettix huastecus Buzzetti, Barrientos Lozano & Fontana, 2010
- Phaulotettix jocundus Barrientos Lozano, Rocha-Sánchez & Méndez-Gómez, 2011
- Phaulotettix nimius Barrientos Lozano, Rocha-Sánchez & Méndez-Gómez, 2011
- Phaulotettix opimus Barrientos Lozano, Rocha-Sánchez & Méndez-Gómez, 2011